# روبرت باول (متزلج فني)
روبرت باول هو مصمم رقصات التزلج على الجليد ‏ كندي، ولد في 2 يونيو 1937 في تورونتو في كندا.

## وصلات خارجية
- روبرت باول على موقع اللجنة الأولمبية الدولية (الإنجليزية)
- روبرت باول على موقع أوليمبيديا (الإنجليزية)
- روبرت باول على موقع اللجنة الأولمبية الكندية (الإنجليزية)
- روبرت باول على موقع IMDb (الإنجليزية)